# Chiêu Giác
Chiêu Giác (chữ Hán giản thể:昭觉县, Hán Việt: Chiêu Giác huyện) là một huyện thuộc Châu tự trị dân tộc Di Lương Sơn, tỉnh Tứ Xuyên, Cộng hòa Nhân dân Trung Hoa. Huyện này có diện tích 2.699 km², dân số năm 2002 là 210.000 người. Huyện được chia thành các đơn vị hành chính gồm trấn, hương.
- Trấn: Tân Thành
- Hương: Cốc Khúc, Ba Lạc, Long Ân, Đạt Lạc, Tứ Khai, Địa Mạc, Bác Lạc, Giải Phóng, Phổ Thi, Trúc Hạch, Khánh Hằng, Bố Ước, Khố Y, Bỉ Nhĩ, Tắc Phố, Kim Khúc, Nhật Cáp, Thả Mạc, Cáp Cam, Đường Thả, Thành Bắc, Thụ Bình, Mỹ Cam, Liễu Thả, Đại Bá, Khố Mạc, Tam Cương, Ni Địa, Oản Xưởng, Cách Ngô, Sắc Để, Vĩnh Lạc, Long Câu, Tam Xóa Hà, Chi Nhĩ Mạc, Đặc Bố Lạc, Lạp Nhất Mộc, Ương Ma Tô, Nghi Mục Địa, Mã Tăng Y Ô, Cam Đa Lạc Cổ, Đặc Khẩu Giáp Cốc, Sái Lạp Địa Pha, Khả Ba Tây, A Tịnh Lạc Cổ, Cửu Đặc Lạc Cổ.